# Samosata
Samosata (Oudgrieks: Σαμόσατα) was een antieke stad, waarvan de ruïnes zich bevinden nabij de huidige stad Samsat in de Turkse provincie Adiyaman aan de rechteroever van de Eufraat. Tegenwoordig is de locatie ondergelopen door de aanwezigheid van de Atatürkdam.
De plaats werd ook het Antiochië van Commagene (in het Grieks: Αντιόχεια η Κομμαγηνή) of Antiochië aan de Eufraat genoemd. Het was de hoofdstad van een klein Hellenistisch koninkrijk Commagene (van de derde eeuw vóór Christus tot 72) en maakte nadien deel uit van de Romeinse provincie Syrië. Nog later maakte de stad deel uit van het Byzantijnse Rijk doch was een betwist gebied tussen Byzantijnen en Perzen en tussen kruisvaarders en Ottomanen.
Het was een belangrijke pleisterplaats op de handelsroute tussen oost en west en op de route tussen Damascus, Palmyra en Sura richting Armenië en de Zwarte Zee.
Vondsten uit Samosata bevinden zich in het Archeologisch Museum Adıyaman.

## Heiligen en martelaren
Samosata staat bekend als geboorteplaats van Lucianus in de 2e eeuw en van Paulus van Samosata in de derde eeuw. Bovendien is Samasota bekend vanwege de kruisiging van 7 christenen die weigerden aan een heidens ritueel deel te nemen: Abibus, Hipparchus, Johannes, Lollianus, Paragnus, Philotheus en Romanus.
Samosata was sinds de 3e eeuw een bisschopsstad. De bisschop was een suffragaanbisschop van de aartsbisschop van Hierapolis Bambyce, tegenwoordig Manbij in Syrië. In de 6e eeuw maakte het bisdom Samosata zich hiërarchisch los en werd een autonome metropolis. Tussen de 7e en 9e eeuw werd het bisdom opgedoekt; het ging op in het bisdom Amida, onder Byzantijns bestuur. Sinds de 17e eeuw verleent de Rooms-Katholieke Kerk de titel van bisschop van Samosata als eretitel; sinds de 20e eeuw is het een titulair aartsbisdom verleend door de paus. Van 1957 tot 1960 was de Nederlander Guillaume Lemmens aartsbisschop van Samosata.